# میزیل
شهر میزیل (به رومانیایی: Mizil) در شهرستان پرهوا در کشور رومانی واقع شده‌است. جمعیت این شهر ۱۷٬۰۷۵ نفر  است.